# Amedea scutellaris
Amedea scutellaris är en tvåvingeart som beskrevs av Jean-Baptiste Robineau-Desvoidy 1830. Amedea scutellaris ingår i släktet Amedea och familjen parasitflugor.
Artens utbredningsområde är Frankrike. Inga underarter finns listade i Catalogue of Life.